# Головний стадіон Азіади (Пусан)
Головний стадіон Пусан Азіади (кор.: хангиль: 부산아시아드주경기장) — багатоцільовий стадіон у Пусані, Південна Корея. Він був побудований для Азійських ігор 2002 року, а також використовувався для матчів Чемпіонату світу з футболу 2002 року. Його місткість становить 53 769 місць. Стадіон приймав церемонії відкриття та закриття Азійських ігор 2002 року, а також був місцем проведення легкоатлетичних змагань під час ігор. Це домашня арена клубу K League Пусан Ай Парк.

## Чемпіонат світу з футболу 2002
Стадіон був одним із місць проведення Чемпіонату світу з футболу 2002 року, на якому проходили наступні матчі:
| Дата          | Команда 1      | Результат | Команда 2 | Раунд   |
| ------------- | -------------- | --------- | --------- | ------- |
| 2 червня 2002 | Парагвай       | 2–2       | ПАР       | Група B |
| 4 червня 2002 | Південна Корея | 2–0       | Польща    | Група D |
| 6 червня 2002 | Франція        | 0–0       | Уругвай   | Група A |